# ポダルゲー
ポダルゲー（古希: Ποδαργη, Podargē、「足の速い者」を意味する）は、ギリシア神話に登場する怪物である。ホメーロスの長編叙事詩『イーリアス』に登場するハルピュイアである。日本語では長母音記号を省略してポダルゲとも表記される。
ポダルゲーはオーケアノスのそばの牧場で西風の神・ゼピュロスの間に2頭の不死の名馬・クサントスとバリオスを産んだ。この2頭はアキレウスに与えられ、ペーダソスとともにアキレウスの戦車を牽いた。またステーシコロスの現存しない作品『ペリアースの葬礼競技』によると、ポダルゲーはディオスクーロイの馬プロゲオスとハルパゴスの母になったともいう。